# TSG Vohwinkel 1880
TSG Vohwinkel 80 was een Duitse voetbalclub uit Wuppertal, Noordrijn-Westfalen
De club werd opgericht als turnclub in 1880 en pakte later ook uit met een voetbalafdeling die van 197 tot 1950 in de Oberliga West speelde. Op 8 juli 1954 fuseerde de club met SSV 04 Wuppertal om zo de nieuwe club Wuppertaler SV te vormen. 